# Destroyer (album Gorgoroth)
Destroyer – czwarty studyjny album norweskiej blackmetalowej grupy Gorgoroth. Pierwszy wydany pod znakiem Nuclear Blast

## Lista utworów
| Nr | Tytuł utworu                              | Długość |
| -- | ----------------------------------------- | ------- |
| 1. | „Destroyer”                               | 3:49    |
| 2. | „Open the Gates”                          | 5:29    |
| 3. | „The Devil, the Sinner and His Journey”   | 3:26    |
| 4. | „Om Kristen og Jødisk Tru”                | 4:47    |
| 5. | „På Slagmark Langt Mot Nord”              | 5:08    |
| 6. | „Blodoffer”                               | 3:19    |
| 7. | „The Virginborn”                          | 8:15    |
| 8. | „Slottet i Det Fjerne” (cover Darkthrone) | 3:41    |
|    |                                           | 37:54   |